# Tympan (pont)
Pour les articles homonymes, voir Tympan.
Le tympan ou mur de tête d'un pont en maçonnerie désigne le mur servant à maintenir les terres de remblai des voûtes. Il peut rester à l’état de surface nue, comme être architecturé avec un traitement de surface ou l’ajout d’éléments décoratifs.

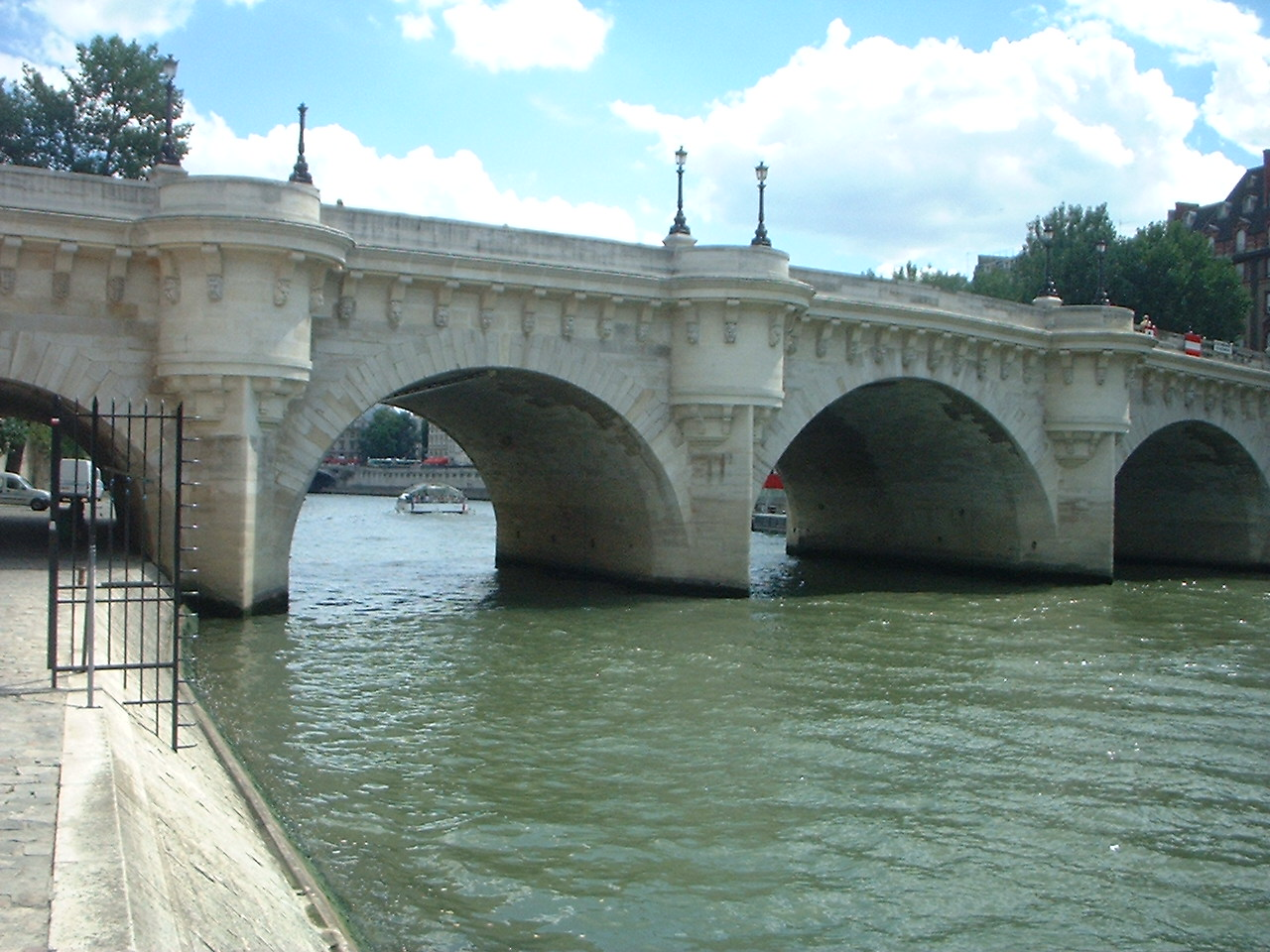
Le Pont Neuf - Paris - Tympan très architecturé

## Descriptif
Les arches d'un pont étant terminées il faut, pour établir par-dessus une voie ou un passage quelconque, combler les vides existant entre leurs reins, c’est-à-dire exécuter un remplissage ou un remblai maintenu à l’amont par des murs de soutènement, reposant sur les piles et sur les têtes des voûtes. Ces murs sont désignés sous le nom de tympans. Ils sont l’une des parties les moins importantes de l’ouvrage, et ne prennent de valeur que celle que l’on parvient à leur donner à l’aide de dispositions architecturales ou décoratives.
L'étendue en est très variable suivant la forme des arches et la hauteur a laquelle le couronnement passe au-dessus de la clef des voûtes. En général elle est très grande avec les arches en plein cintre ou en anse de panier, dont les naissances sont établies très bas et elle devient au contraire très faible avec des voûtes en arc de cercle très surbaissées dont l'extrados est tangent à la ligne inférieure du couronnement.

## Évolution architecturale

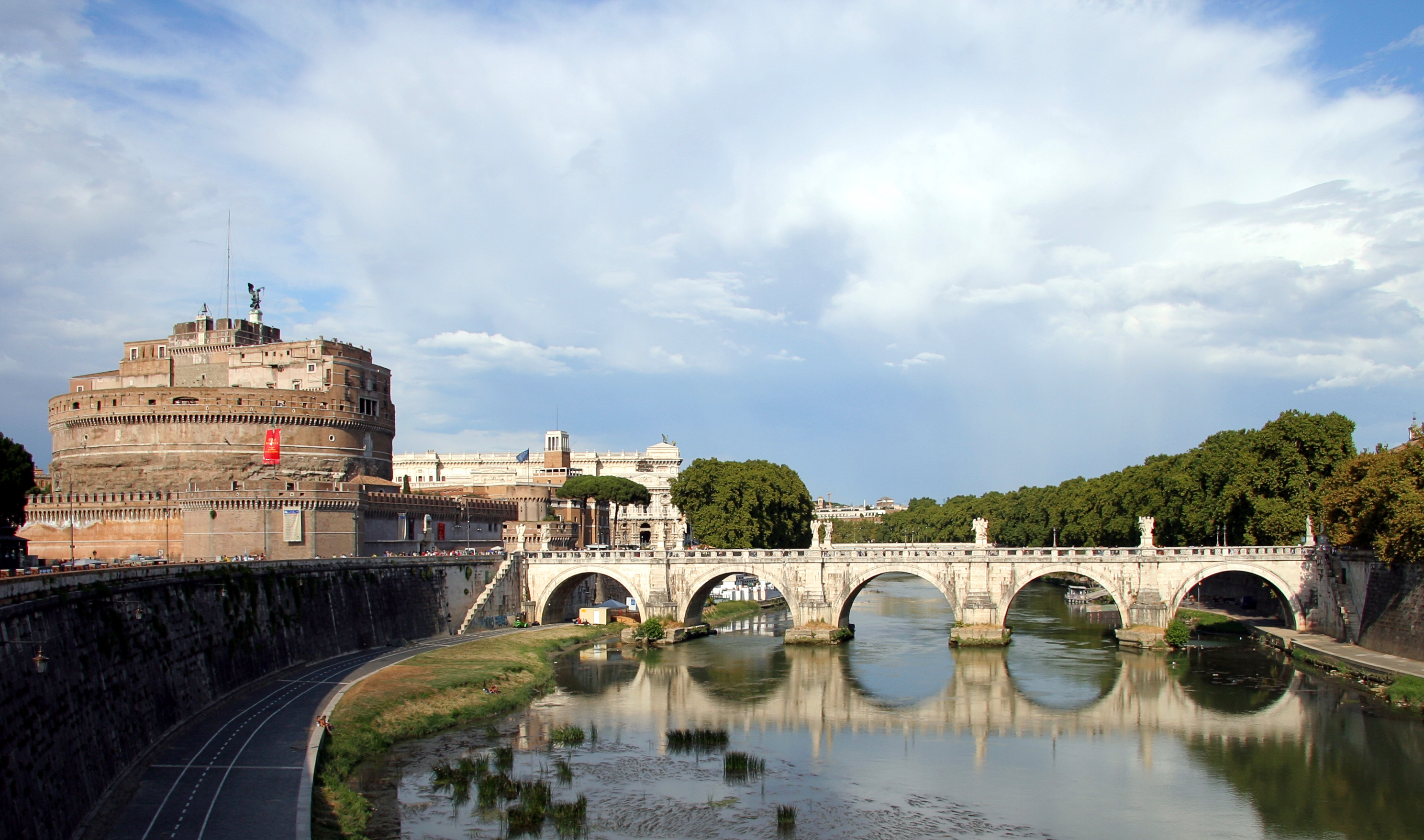
Le pont Saint-Ange, enjambant le Tibre

Anciennement les tympans étaient presque toujours pleins, offrant à l'extérieur un parement uni, dressé soit verticalement, soit suivant un fruit déterminé, et le remblai intérieur occupait tout l'espace compris entre ces murs et les reins des voûtes, jusqu'à la hauteur de la chaussée. Beaucoup de ponts ont été exécutés de cette manière, surtout lorsque les arches sont de faibles dimensions ou bien construites en arc de cercle et très surbaissées. Lorsque ceux-ci ont une superficie importante, il est difficile en les dressant avec un parement plein et uni, d'éviter que l'aspect en offre un caractère de nudité et de lourdeur s'étendant parfois à l'ensemble de l'ouvrage, malgré le soin avec lequel les autres parties en sont traitées.

### Période romaine
Bien peu de tympans des ponts romains restaient à l’état de surface plane nue. Au pont du Palatin, au Pont Saint-Ange, au Pont de Tibère, c'était tantôt des niches et des statues que l'on plaçait au-dessus des piles dans l'intervalle des archivoltes, tantôt des pilastres saillants montant jusqu'à la hauteur des parapets pour y former des socles également ornés de statues. Ailleurs des arcades supplémentaires étaient ouvertes dans les tympans et diminuaient d'autant la surface nue.
Cependant plusieurs ouvrages importants, comme le pont du Janicule, le grand pont aqueduc du Gard avaient tours tympans dépourvus de toute ornementation, de sorte qu'à cette époque comme actuellement il n'y avait aucune règle précise pour disposer cette partie des ponts.

### Ponts médiévaux

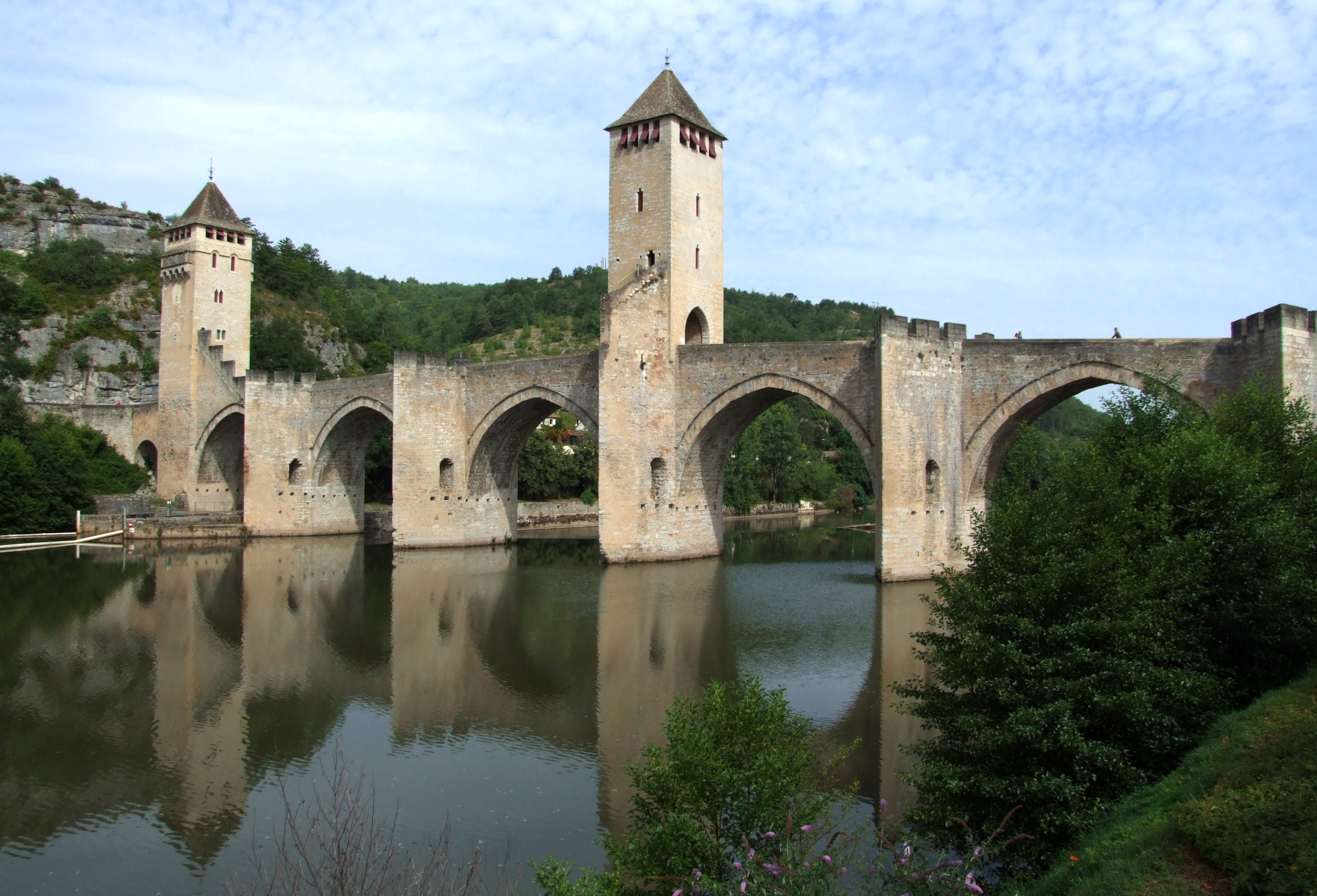
Le pont Valentré

Au Moyen Âge, de même qu'à l'époque romaine, où les piles ont toujours eu une épaisseur exagérée, l'usage était presque général de prolonger, en hauteur, les avants et arrière-becs jusqu’au niveau des parapets, pour y former des refuges pour les piétons, comme on le voit sur les ponts de Carcassonne et de Cahors. La forme angulaire de ces sortes de contreforts coupait heureusement la grande surface des tympans, et rendait toute autre ornementation inutile..
Aux ponts d'Avignon et du Saint-Esprit, sur le Rhône où cette disposition n'existe pas, des archets destinés à augmenter le débouché pendant les grandes crues atténuaient également la nudité des tympans, mais sans produire un aussi bon effet.
À partir de la Renaissance, on en est revenu le plus souvent aux dispositions des tympans des ponts romains, et l'on y a même appliqué une ornementation plus recherchée, comme on le voit aux ponts du Rialto à Venise, et de la Trinité à Florence, au Pont-Neuf de Toulouse, etc. Ce n'est qu'au siècle dernier, surtout depuis l'adoption des arcs de cercle très surbaissés, que l'usage est devenu plus général de laisser aux tympans une simplicité exagérée.
On comprend d'ailleurs qu'il ne saurait exister en pareille matière aucune règle fixe. Le tympan est une sorte de tableau sur lequel chacun peut tracer à son gré tel ou tel dessin, qu'il juge devoir produire un effet satisfaisant ; pourvu qu'on se borne à couper ces grandes surfaces et à les meubler au moyen de quelques lignes largement tracées, en harmonie avec les autres lignes essentielles de la construction, on atteint le but recherché. Les pilastres saillants à section rectangulaire, s’élevant au-dessus des piles jusqu'aux parapets, sont les motifs de décoration les plus aisés à appliquer; mais les solutions peuvent être diverses 

### Élégissements

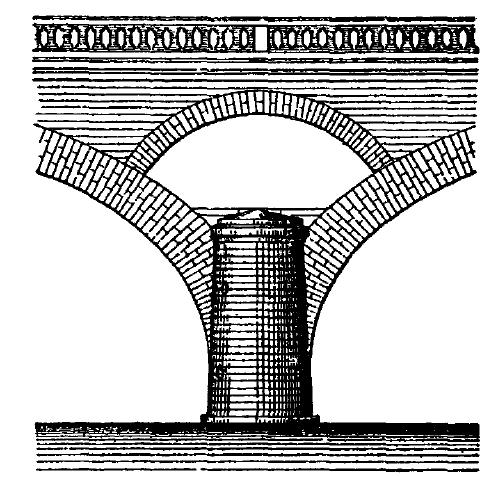
Élégissement de tympan - pont de Plessis-lès-Tours France.

Au XIXe siècle en Europe, il est devenu d’usage de rendre apparents les évidements, qu'on disposait auparavant à l'intérieur des ponts sans en rien indiquer extérieurement. Il en est résulté un moyen tout naturel non seulement d'éviter la nudité des trop grandes surfaces des tympans pleins, mais encore d'obtenir une ornementation dont l'effet est souvent très heureux. Ces évidements sont dénommés élégissements. Cette technique était connue en Chine dès le VIIe siècle au moins, avec le pont de Zhaozhou, achevé en 605.
La disposition la plus élémentaire est celle appliquée au pont de Plessis-lès-Tours, mais souvent, lorsque, les tympans ont une assez grande étendue, les évidements qu'on parvient à y loger peuvent prendre l'aspect d'une série d'arcades particulièrement esthétiques. De nombreux ponts ont des élégissements.

### Décorations spécifiques

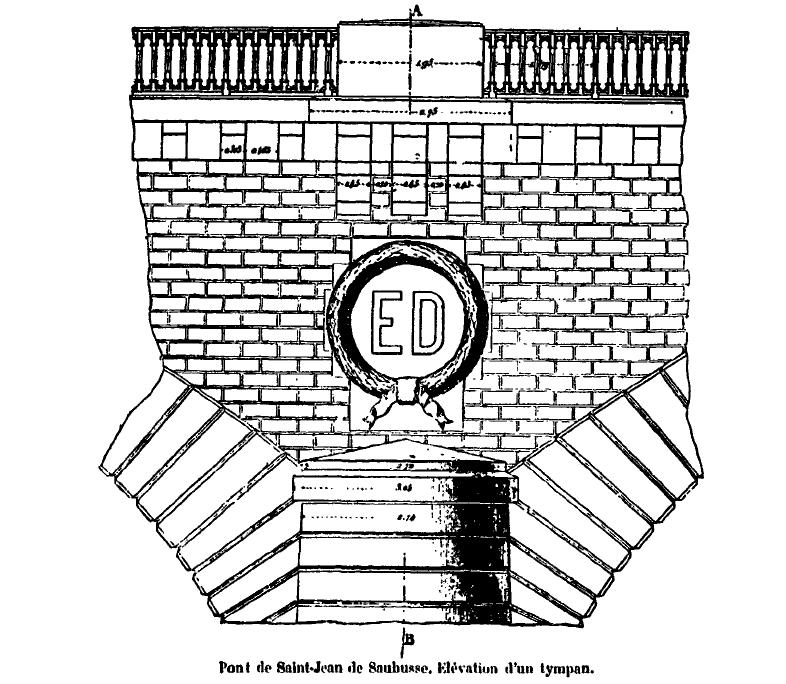
Cartouche de tympan - Pont Saint-Jean de Saubusse - France

Dans un autre ordre d'idée, un genre d'ornementation assez souvent appliquée aux tympans de peu d'étendue est celui consistant à disposer en relief une couronne de feuillages, au centre de laquelle sont figurés des emblèmes spéciaux, armoiries, chiffre du chef de l'État, chiffre national, initiales ou dates motivées par quelque fait particulier, etc. Ou en voit des exemples sur les piles du pont Saint-Michel, du pont au Change, du pont Louis-Philippe, du pont d'Iéna et autres.

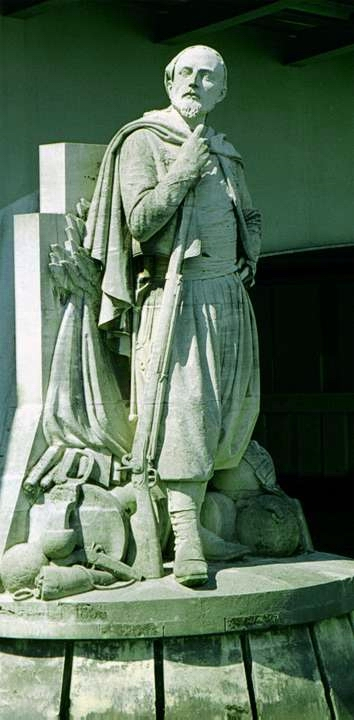
Statue de décoration de tympan - Pont de l'Alma - Paris - France

Au pont de l'Alma, à Paris, des statues représentant divers types de soldats de l’armée française reposent sur la partie saillante des avant et arrière-becs, et occupent toute la hauteur des tympans, constituant ainsi une fort belle ornementation. mais ce n’est là qu'une solution exceptionnelle elle est très admissible pour le pont de I’Alma, considéré comme une sorte de monument commémoratif ; mais en principe elle semble critiquable, en ce sens que cet emplacement des avant et arrière-becs des piles, malgré les précédents de l'époque romaine qu'on pourrait invoquer, n'est peut-être pas très bien choisie pour y ériger les statues de personnages quelconques, à moins qu'il ne s'agisse de groupes allégoriques dont la présence en semblable place pourrait se comprendre.

## Rôle et structure
Le tympan est en premier lieu un mur de soutènement vis-à-vis des remblais qui transmettent les charges à la voûte. Paul Séjourné en dit qu'ils chargent les voûtes et travaillent peu. Cette affirmation doit être considérée de façon très critique car s'il n'est pas douteux qu'ils chargent la voûte, ils assurent également un rôle porteur en faisant fonction de poutres latérales. C'est ainsi que des ingénieurs indiens, ont pu, à la suite d'essais sur des ouvrages réels, évaluer cette contribution entre 10 % et 20 % de la portance de la voûte seule. Des ouvrages ont été ruinés à la suite de la suppression de leurs parapets. Bien évidemment, cette résistance supplémentaire n'existe que tant que la liaison entre la voûte et les tympans est intègre .
Le parement extérieur est généralement vertical mais le parement intérieur présente souvent un fruit et même des redans afin d'améliorer la stabilité. La base du tympan a une épaisseur voisine de celle de la voûte. L'appareil et les matériaux des tympans sont simples. Les assises sont souvent reçues sur des crossettes à la jonction avec le bandeau. On y rencontre souvent des joints verticaux, qui suivent les joints entre les pierres, prolongés à travers le couronnement et le parapet.  Ils ont pour rôle d'éviter l'apparition de fissures sous effets thermiques et mécaniques.
L'ensemble tympan-bandeau a une rigidité bien plus grande que le corps de voûte (douelle-queutage), ce qui est à l'origine de fissures plus ou moins ouvertes à la jonction bandeau-douelle et même de fractures. On peut également rencontrer des fissures avec un décrochement transversal à la jonction tympan-bandeau, par suite de poussées excessives sur le tympan